# Rio Brădiceşti
O Rio Brădicești é um rio da Romênia afluente do Rio Crasna, localizado no distrito de Iaşi, Vaslui.